# Чугунов, Владимир Аркадьевич
Владимир Аркадьевич Чугунов (6 апреля 1954, Горький) — русский писатель, драматург, сценарист, протоиерей Русской православной церкви..

## Биография
Родился 6 апреля 1954 года в городе Горьком (Нижний Новгород). По окончании средней школы до призыва в Армию работал на Горьковском автозаводе. Со школы начал печататься в районных газетах. Писал очерки, зарисовки, рассказы. В 1972 году окончил курсы комкоров (комсомольских корреспондентов) при областной газете «Ленинская смена».
В июне 1972 года в районной многотиражке «Автозаводец» появляется первый рассказ «Утро».
С 1972 по 1974 год служил в группе советских войск в Германии. Во время службы при окружной газете заочно окончил курсы военкоров (военных корреспондентов). В этой же газете публиковал стихи, очерки, зарисовки, заметки.
После службы в Армии работал на ГАЗе (Горьковский автомобильный завод) и ГЗАСе (Горьковский завод аппаратуры связи им. Попова).
В 1975 году уехал на золотые прииски, где работал в старательских артелях Иркутской, Кемеровской, Амурской областей, Алтайского края.
В 1977 году женился. Играл в вокально-инструментальном ансамбле «Пульсары». С 1979 года ходил на занятия литературного объединения «Воложка», которые вёл нижегородский прозаик Валентин Арсеньевич Николаев.
В 1981 году поступил на заочное отделение Литературного института им. А. М. Горького. Окончил в 1987 году. Во время учёбы в Литинституте сначала вместе с поэтом Владимиром Данчуком и композитором и музыкантом московской группы «Последний шанс» Владимиром Щукиным, а потом один пас общественные стада на нижегородчине.
Дебютировал в 1990 году в журнале «Москва» повестью «Малая церковь». В 1991 году в журнале «Наш современник» вышла повесть «Деревенька». Автор более 20 книг прозы. Автор семи пьес для театра, трёх сценариев для художественных фильмов и двух сценариев для кукольных фильмов для детей. Режиссёр-постановщик пяти кукольных фильмов для детей. С 1991 года и по сей день живёт в старинном Поволжском селе Николо-Погост. Женат. Имеет девять детей.
Член Союза писателей России
Произведения автора переведены на английский, немецкий, французский, итальянский, испанский, китайский и сербский языки

## Премии и награды
- Обладатель грамоты номинанта «Патриаршей литературной премии имени святых равноапостольных Кирилла и Мефодия» за 2011 год.
- Обладатель «Серебряного диплома» литературного форума «Золотой Витязь» за 2012 год за книгу «Плач Адама» (роман «Мечтатель» и повесть «Плач Адама»).
- Лауреат газеты «Литературная Россия» за 2012 год.
- Лауреат Всероссийской литературной премии имени святого благоверного князя Александра Невского за 2013 год за дилогию «Наследники» (романы «Молодые» и «Невеста»)
- Дипломант Горьковской литературной премии за 2014 год, в номинации «Выбор читателей» за книгу «Наши любимые».
- Почетная грамота от Союза писателей России «За многолетнюю творческую и общественную работу» в связи с 60-летием со дня рождения.
- Диплом лауреата премии Нижегородской областной организации союза писателей России в номинации «Проза» за романы «Молодые», «Невеста», «Причастие» за 2015 год
- Лауреат Горьковской литературной премии за 2015 год в номинации «По Руси» за книгу «Церковь воинствующая».
- Лауреат Международной литературной премии имени Ф. М. Достоевского 2017 года за роман «Провинциальный апокалипсис».
- Дипломант Всероссийской историко-литературной премии «Александр Невский» за книгу «Авва» за 2019 год
- За плодотворную литературную деятельность награждён медалью «В. М. Шукшин».
- Участник «Первого салона русской книги в Париже», международных книжных ярмарок в Белграде, Франкфурте-на-Майне и других.

## Список публикаций
- "Утро", рассказ, районная газета "Автозаводец", 1972 год, город Горький
- «Малая церковь" повесть, журнал «Москва» № 12 1990 год, Москва.

- «Деревенька», повесть, журнал «Наш современник» № 11 1991 год, Москва.
- «Старец Зосима (Захария)», житие — Н. Н. 2002 г. Изд. Храма в честь иконы Владимирской Божией Матери с. Николо-Погост.
- «Деревенька», повесть — Н.Н. 2002 г. Изд. Храма в честь иконы Владимирской Божией Матери с. Николо-Погост.
- «Евангелие и молитвослов для детей» — Николо-Погост. НООФ «Родное пепелище», 2005 г. (выдержало 16 изданий, переведено на сербский язык)
- «Библия для  детей» — Николо-Погост, НООФ «Родное пепелище», 2006 г. (выдержало 10 изданий)
- «Русские  мальчики», хроника смутных дней — Николо-Погост, НООФ «Родное пепелище», 2007 г.
- "Евангелие и молитвослов для детей", Сербия, Белград, "Евро Джунти", 2007 г.
- «Русские  мальчики», хроника смутных дней — журнал «Вертикаль» вып. 21, 22 за 2008 год, Нижний  Новгород
- «Два мнения о  творчестве Достоевского», статья — журнал «Вертикаль», вып. 23 за 2008 год,  Нижний Новгород
- «Луна над  погостом», повесть — журнал «Слово», № 5, 2008 год, Москва
- «Русские мальчики»,  хроника смутных дней — 2-е издание, Николо-Погост, НООФ «Родное пепелище», 2008 г.
- «Городок», роман — Николо-Погост, НООФ «Родное пепелище», 2008 г.
- «Городок», роман — издание 2-е, Николо-Погост, НООФ «Родное пепелище», 2008 год
- «Дыхание вечности», сборник рассказов — Николо-Погост, НООФ «Родное пепелище», 2008 г.
- «Мечтатель», роман — Нижний Новгород, НООФ «Родное пепелище», 2008 г.
- «Мечтатель», роман — журнал «Вертикаль» вып. 24,25 за 2009 год, Нижний Новгород.
- «Русские мальчики», хроника смутных дней — «Роман-газета», № 17, 2009 год, Москва.
- «Пасхальное дыхание вечности», рассказы — журнал «Родная Ладога», № 3, 2009 год, Санкт-Петербург
- "Летописец Некрасов", рассказ, журнал "Слово", № 4, 2009 год, Москва
- «Молодые», роман — журнал «Вертикаль XXI век», вып. 26, 27, 28 за 2009 год, Нижний Новгород.
- «Молодые», роман — Нижний Новгород «Родное пепелище», 2010 г.
- «Московская праведница». Очерк. Журнал «Москва», № 5 2010 г., Москва.
- «Ожидание». Рассказ. Журнал «Дальний Восток» № 4 2010 г., Хабаровск.
- «Матушки». Очерки о подвижницах благочестия наших дней. Журнал «Вертикаль», вып. 31, 2010 год, Нижний Новгород.
- «Матушки». Очерки о подвижницах благочестия наших дней. — Нижний Новгород «Родное  пепелище», 2010 год
- «Наследники», дилогия — Нижний Новгород,  «Родное пепелище», 2011 г.
- «Невеста», роман, Нижний Новгород «Родное пепелище», 2011 год
- "Тихая осень", повесть, журнал "Родная Ладога", № 1 2012 год, Санкт-Петербург
- «Плач Адама», роман, повесть, Нижний Новгород, «Родное пепелище», 2011 год
- "Наследники", главы из романа-дилогии, журнал "Бийский вестник", № 1 2012 год, Бийск Алтайского края
- «Наши любимые», повести, Нижний Новгород, «Родное пепелище», 2012 год
- «Ожидание», рассказ, журнал «Наш современник», № 8 за 2012 год
- «Моя теодицея», повесть, журнал «Вертикаль XXI век», выпуск 36 за 2012 год Нижний Новгород.
- «Старец Зосима (Захария)», житийная повесть, журнал «Москва» № 8 за 2012 год
- «Школа», повесть, журнал «Север», № 9-10 за 2012 год, Петрозаводск.
- «Церковь воинствующая», очерки, Нижний Новгород, «Родное пепелище» 2012 год
- "Наследники", дилогия, Нижний Новгород, "Родное пепелище", 2013 год
- «Причастие», ЛХЖ «Вертикаль. XXI век», Нижний Новгород, 2013 год
- «Причастие», роман, Нижний Новгород, Родное пепелище, 2013 год.
- «Плач Адама», повесть, журнал «Наш современник», № 12, Москва, 2013 г.
- «Причастие», роман, Нижний Новгород, «Родное пепелище», 2013 год
- «Нежный сад», повесть, журнал «Подъём», Воронеж, № 7, 2015 год
- «Сеоце» («Деревенька») повесть, Сербия, журнал «Стремленья» (Стремления), година LV март 2015 год
- «Безумле» («Безумие»), главы из романа «Саньар» («Мечтатель»), журнал «Стремленья» (Стремления), година LVI сентябрь 2016 год
- «Саньар» («Мечтатель»), главы из романа «Саньар» («Мечтатель»), журнал «Луча», година XXV ноября 2016 год
- «Саньар» («Мечтатель»), главы из романа «Саньар» («Мечтатель»), журнал «Градина» (крупинки града), година LXII 2016 год
- «Запущенный сад», повести, Нижний Новгород, «Родное пепелище», 2016 год
- «Русские мальчики», хроника смутных дней, издание 4-е, Нижний Новгород, «Родное пепелище», 2016 год
- «Буря», роман, повесть. Нижний Новгород, «Родное пепелище», 2016 год
- «Сеоце» («Деревенька»), повесть, Сербия, Крагуевац, «Духовный Луг», 2016 год
- «Провинциальный апокалипсис», роман, Нижний Новгород, «Родное пепелище», 2017 год
- «Молодые», роман, издание 3-е, Нижний Новгород, «Родное пепелище» (1-я книга тетралогии из цикла «Наследники»), 2017 год
- «Невеста», роман, издание 3-е, Нижний Новгород, «Родное пепелище» (2-я книга тетралогии из цикла «Наследники»), 2017 год
- «Причастие», роман, издание 2-е, Нижний Новгород, «Родное пепелище» (3-я книга тетралогии из цикла «Наследники»), 2017 год
- «THE DREAMER», romanzo, Италия, CSA Editrice, 2017 год
- "Школа", повесть, журнал "Бийский вестник", № 3 (59) 2018 год, Бийск Алтайского края
- «DELLA SCIENZA DELLA TENERA PASSIONE», romanzo, Италия, CSA Editrice, 2018 год
- «IL GIARDINO ABBANDONATO», racconti, Италия, CSA Editrice, 2019 год
- «APOCALISSE PROVINCIALE», romanzo, Италия, CSA Editrice, 2019 год
- «После катастрофы», роман, журнал «Наш современник» № 6, Москва, 2019 год
- «После катастрофы», роман, Нижний Новгород, «Родное пепелище», 2019 год
- «Perche i Pupazzi di neve cercarono il sole», иллюстрированная сказка для детей, Италия, CSA Editrice, 2021 год
- «Сањар», роман, Сербия, Белград, «Дерета» и «Центар Алфа» 2022 год
- «Крестная слава», очерк, журнал «Наш современник» № 10 за 2022 год
- «Провинциальный апокалипсис», фрагмент романа, «Бийский вестник», № 2(82) 2024 год, Бийск Алтайского края
- «Голгофа», фрагмент романа «Девятый час», журнал «Север», № 3-4 2024 год, Петрозаводск
- "Девятый час", фрагмент романа, журнал "Родная Ладога",№ 3 2024 год, Санкт-Петербург
- «Девятый час», роман, Нижний Новгород, «Родное пепелище» (4-я книга тетралогии из цикла «Наследники») 2024 год
- «Наше љубави», книга повестей и рассказов, Сербия, Белград, «Чигойя» и «Центар Алфа», 2024 год
- "Пьесы", книга пьеса, Нижний Новгород, "Родное пепелище", 2024 год